# Agrotis uncta
Agrotis uncta là một loài bướm đêm trong họ Noctuidae.